# Контуринг
Контуринг (англ. contouring, від contour — «контур») — техніка макіяжу, що дозволяє скорегувати рельєф обличчя за рахунок нашаровування темних та світлих тональних засобів.
За допомогою контурингу можна, наприклад, візуально звузити лоб чи ніс, створити виразні вилиці, зменшити друге підборіддя, змінити овал обличчя тощо.

## Історія
Мистецтво контурингу з'явилося в середині 16 століття в Англії. Театральні актори фарбували обличчя сажею та крейдою для досягнення більшої виразності їх міміки.
Активно використовувати техніку контурингу почали після появи кінематографу. У 1920 - ті роки при штучному світлі прожекторів, обличчя акторів виглядали плоскими на чорно-білій плівці, для вирішення цієї проблеми гримери почали малювати тіні за допомогою косметики. Марлен Дітріх надавала великого значення освітленню під час фільмування і сама створювала гру тіней на обличчі.
А 1932 році легендарний візажист Макс Фактор вигадав «Калібратор краси» для вимірювання рис обличчя з точністю до міліметра. Цей винахід допоміг зрозуміти як використовувати тінь для створення ідеально симетричного обличчя. У 1945 році Академія макіяжу імені Макс Фактора випустила перший покроковий посібник з контурингу. Запропонованою технікою і досі користується багато візажистів.
Саме у 1990 - ті роки контуринг із вузькоспеціалізованої акторської техніки почав використовуватися у масах. Візажист Кевін Окоін підкреслював за допомогою цієї техніки риси Гвінет Пелтроу, Джанет Джексон, Сінді Кроуфорд. У жовтні 2000 року він опублікував книгу «Обличчям вперед», яка стала бестселером New York Times.
У 2012 році Кім Кардаш'ян на своїй сторінці в інстаграм опублікувала фото «до» та «після» контурингу, виконаного Скоттом Барнсом. Це стало початком всесвітнього використання цієї техніки.
У теперішній час контуринг є невід'ємною частиною макіяжу, він фігурує як на модних показах та фотосесіях, так і у повсякденному житті. На ринку косметики існує безліч засобів та інструментів для контурингу. З'явилися нові версії: тонтуринг (довготривалий контуринг з використанням автозагару), контуринг хною, клоунський контуринг, стробінг. Представляючи нову колекцію, дизайнери бренду Hood by Air випустили на подіум моделей з нерозтушованним контурингом, показавши кумедну його сторону.

## Види
За способом нанесення розрізняють:
- Кремовий контуринг — продукти кремового контурингу, зазвичай, випускаються у вигляді стіків з кремового плотного засобу або палетки з кремоподібними тінями. Такі засоби наносяться на певні ділянки обличчя після тонального крему і розтушовуються. Для нанесення використовують кисті для тонального крему та спонжі.
- Сухий контуринг — засоби для сухого нанесення контурингу мають вигляд пудри чи спеціальних тіней (спресовані або розсипні).Ці засоби наносяться на обличчя після використання пудри. Для нанесення використовують великі круглі та м'які кисті,  які правильно розподіляють продукт і змішують його з пудрою.